# 安禄山
安 禄山（あん ろくざん）は、唐代の軍人、大燕国皇帝。本姓は康で、父親が康国（サマルカンド）出身のソグド人で母親が突厥系の混血。「禄山」はソグド語の「ロクシャン（roxš(a)n、明るい・光の意味）」の音訳。唐の玄宗に対し安禄山の乱（安史の乱）を起こし、大燕皇帝に即位したが、最後は次男の安慶緒に殺害された。

## 生涯

### 混血児としての出生
当時契丹との境域にあたる遼河西岸一帯を統括していた営州都督府の主邑の柳城（現在の遼寧省朝陽市双塔区）の出身とされる。父は康姓であることしか知られないが、恐らく営州などのソグド人有力者であったとみられ、母は突厥の名族阿史徳氏出身の「巫師」であったという。
『新唐書』巻225上 安禄山伝などによると、「軋犖山」という名の突厥の軍神に巫女であった母が祈ったところ、穹廬（ゲルなどのテント）を光が照らして懐妊し、野獣はことごとく鳴くなど祥瑞が現れた、と出生に関わる奇瑞譚が載せられている。また、当時、節度使であった張仁願がこれを知り殺そうとしたが、なんとか難を逃れることができたという伝承もある。
父は早くに亡くなったが、母はその後に突厥のソグド人有力者である安延偃と再婚した。安延偃には唐に仕えて「胡将軍」と呼ばれていた安波注という兄がおり、安波注とその息子たちは唐と突厥の双方に仕えたソグド人軍閥の有力者の一門であった。
開元年間初期、十代の時に、突厥の混乱中により、養父の安延偃の姻戚である胡将軍の安道買とその長男の安孝節、安波注の息子である安思順・安文貞とともに、唐の嵐州別駕となっていた安道買の次男の安貞節を頼り、唐に亡命してきた。この時、安思順と兄弟の契りを結び、養父の姓をとって安禄山と名乗るようになった。
安禄山は突厥や契丹・奚などの諸勢力が混在する地域に育ったせいか「六蕃語」（6つの言語） に堪能であったため、初め互市牙郎（貿易官）に任じられた。ずる賢く、残忍で、機転が効き、人に取り入るのに巧みであったと伝えられる。

### たくましき生存
開元20年（732年）、幽州節度使の張守珪に取り立てられた。勇猛さと地理を熟知していたことにより、同郷の史思明とともに数騎で出ていき、必ず数十人を捕らえてきた。その後も勝利を重ね、そのため偏将に任じられた。この頃、張守珪の養子となる。開元21年（733年）、唐の都である長安に奏上文を届けにいく。この時、安禄山に会った宰相の張九齢は、「幽州で反乱が起きるとするならば、この胡人が起こすだろう」と語ったと伝えられる。
開元24年（736年）、平盧討撃使、左驍衛将軍に昇進していた安禄山は、張守珪の命令で奚・契丹の反乱者を討伐した。しかし、勇に任せて進軍したために敗北してしまう。張守珪は軍法により死刑にしようとしたが、安禄山が「大夫は奚と契丹を滅ぼしたくないのか。なぜ、自分を殺すのだ」と訴えた。そのため、長安に彼を送り、朝廷に判断を任せることにした。張九齢は、軍法と司馬穰苴や孫武の典拠、さらに反骨の相があるとして安禄山の死刑を主張したが、玄宗は受け入れず、許された。
開元28年（740年）、平盧兵馬使に昇進する。往来するものに多額の賄賂を贈り、誉めあげるように求めた。その甲斐あって玄宗は彼を信用した。開元29年（741年）、営州都督・平盧軍使に昇進する。この時も、採訪使として張利貞が監督に来るたびに賄賂を渡していたと伝えられる。
天宝元年（742年）、平盧節度使・左羽林大将軍に任じられる。
天宝2年（743年）、長安に入朝し驃騎大将軍に任じられる。この時、「昨年、営州で蝗害が起きたので、『私の心が不正で不忠なら、蝗にはらわたを食い尽くさせて下さい。もし、神に背いていないのなら、蝗を全て散らさせてください』と願い、香を焚いて天へ祈りました。すると、北から鳥の群れが飛んできて、蝗を食べ尽くしてしまいました。史書にお書き下さいますように」 と上奏して玄宗に大変喜ばれた。また、科挙の不正があったことを告発し、それが事実であったため、試験官の吏部侍郎の苗晋卿と宋遙、不正受験者の父であった張倚が左遷されている。
天宝3年（744年）、裴寛に代わり、范陽節度使・河北採訪使に任じられ、平盧節度使を留任したままで節度使職を兼ねることになる。黜陟使の席豫は、安禄山は『公直無私』とし、李林甫と裴寛からも誉めあげられた。このまま、玄宗からの信任はますます厚くなった。
天宝4年（745年）、奚と契丹を攻撃して打ち破った。この帰路に、「李靖・李勣（唐建国時における名将）が自分に食事を求める夢を見た」という上奏を行っている。

### 奇怪な母子
天宝6年（747年）、御史大夫を兼任し、妻の康氏と段氏が国夫人に封じられた。配下の劉駱谷を長安へ留めておき、朝廷の動きを全て報告させ、上奏文は代作させていた。また、多くの献上物をしばしば長安に贈った。そのため、通過点にあたる州県はその運搬に疲弊するほどだった。玄宗は、勤政楼の祝宴において玉座の東隣に安禄山を特別に座らせるほどの寵愛ぶりであった。また、楊貴妃の養子になることを請い、それが実現すると入朝して玄宗より先に楊貴妃に拝礼した。理由を問われると、「私は胡人なので、礼は母を先、父を後にします」と答えた。玄宗は大いに喜び、楊貴妃の兄弟姉妹（楊銛・楊錡・楊貴妃の3人の姉）に義兄弟となるように命じ、これも実現している。皇太子の李亨（後の粛宗）が余りの寵愛はかえって驕りを生むだろうと玄宗に忠告したが、聴かれることはなかった。
この頃、安禄山は范陽の北に雄武城を築き、同羅（鉄勒の一部）・契丹・奚の騎馬民族出身の曳落河（胡語で勇士の意味）を集め、軍馬や家畜を集めていた。また、胡人の商人を各地に派遣して、毎年、大量の品や衣を納付させていた。商人たちに引見した時には、生け贄の儀式を行い、女巫に舞わせ、自分を神になぞらえさせていた。これを知った隴右・朔方・河西・河東節度使の王忠嗣が、何度も「安禄山は必ず謀反するでしょう」と上奏するが、同年、王忠嗣は失脚した。
天宝7年（748年）には玄宗に武勲を賞する鉄券を与えられる。
天宝9年（750年）、東平郡王に任じられる。同年に、河北道采処置使も兼ねることとなった。奚・契丹に酋長を宴会に呼び、毒酒で酔わせ、数千人を穴埋めとした。酋長の首を献上しており、このようなことが四回もあったと伝えられる。入朝すると、玄宗は楊国忠や楊貴妃の兄弟姉妹に、途上で迎えさせた。奚の捕虜8千人と私鋳した銭を献上した。
天宝10年（751年）、誕生日に玄宗と楊貴妃から多くの贈り物を贈られる。入朝して楊貴妃の赤子を演じ、おむつをして大きな揺り籠に入って出てきて、玄宗を喜ばせ、宮中に自由に出入りするようになる。河東節度使を兼任し、長男の安慶宗は郡主と婚姻し、太僕卿に任じられ、その弟の安慶緒は鴻臚卿に任じられた。これにより、范陽・平盧・河東の3つの節度使を兼ねることとなった。部下の劉駱谷を長安にとどめて情報を収集させ、毎月、献上品を都にとどけた。
同年、兵5、6万を率いて契丹と交戦したが、長雨によって弓矢が濡れて兵士が困窮しているところに、契丹と奚に挟み討たれ、武将の何思徳は捕らえられてほぼ全滅させられた。安禄山はその髪飾りを射られ、旗下の20数名と逃亡して穴に落下したが、次男の安慶緒に救われて平盧城まで逃走している。またこの頃から、宰相の楊国忠が、安禄山が必ず反乱を起こすという上奏を、何度もおこなっている。
天宝11年（752年）、正月に長安に入朝した時に、高力士が間に入って王忠嗣の後任である哥舒翰と開いた宴の席で、口論となり不仲となる。
同年、20万と号する兵を集め、契丹を討とうとした。玄宗に朔方節度使の阿布思の援助を求めたが、阿布思は安禄山の襲撃を怖れて、唐に反して漠北に帰ってしまった。天宝12年（753年）、阿布思がウイグルに攻撃され、逃亡したので、その配下の九姓鉄勒を降伏させ、その軍を手にいれた。皇太子の李亨が再度安禄山の危険性を伝えるが、玄宗は聞き入れなかった。また、安禄山の従兄である安思順も安禄山と不仲であり、必ず謀反すると訴えていたと伝えられる。
天宝12年（753年）、玄宗は宦官の輔璆琳に調査させたが、彼は賄賂をもらって安禄山の忠誠を盛んに伝えた。楊国忠は「安禄山を召しても来ないでしょう」と玄宗に告げたが、安禄山は玄宗の招集に応じて上京している。天宝13年（754年）、正月に華清宮にて謁見。玄宗に、楊国忠から迫害されていることを訴え、左僕射・隴右群牧都使に就任し、吉温を副官として武部侍郎・御史中丞に就任させる。3月には、范陽に向かって、日々、3・4百里の速度で帰還し、帰り着いた。その後宰相となるように運動するが、楊国忠に阻まれ、吉温も汚職の罪で左遷させられる。この時、安禄山は反乱を決意したと伝えられる。安禄山の反状を訴えるものは、玄宗の怒りを買い、縛り上げられて安禄山の元に搬送された。
天宝14年（755年）、腹心の何千年を都に派遣して漢人の将軍を胡人に代える許可をもらう。玄宗が再び召すが、病と称して赴かなかった。安慶宗の婚礼も辞した。楊国忠は安禄山の秘密を暴こうと京兆尹の李峴を動かし、長安の安禄山の邸宅を囲ませて家人を捕らえた。安禄山はこれに抗議し、李峴は零陵郡太守に左遷させられた。
馬3千頭を献上する名目で6・7千の兵を都に入れようとしたが、達奚珣の反対にあい、玄宗から却下された。その後、玄宗からの使者に対しても尊大な態度をふるまい、監禁も行った。

### 決起と燕国建国
李林甫の死後に楊国忠が宰相になると、このように徐々に状況が深刻化した。同年11月、玄宗より逆賊の楊国忠を討てとの密使を受けたと称して、安慶緒、腹心の高尚・厳荘・孫孝哲・阿史那承慶と謀り、范陽にて反乱を起こした。同羅・契丹など15万人の兵を20万と称して洛陽へ進軍、各地がその勢力下に帰属した中で抵抗にもあう。太原を守っていた楊光翽は、安禄山の腹心である高邈に捕らえられ処刑され、河北の諸郡は全て降伏した。玄宗は初めはこのことを信じなかったが、謀反を知ると、安禄山の長男である安慶宗と妻の康氏を処刑し、高仙芝・封常清・郭子儀・程千里・張介然・王承業ら武将に迎撃を命じる。
12月、安禄山の軍は黄河を渡り、霊昌郡・陳留郡・滎陽郡を落として張介然と崔無詖を処刑する。さらに、先鋒を田承嗣・安忠志・張孝忠に命じて洛陽を陥落させて封常清を敗走させ、李憕と盧奕を捕らえて処刑し、達奚珣が降伏してきた。唐軍を率いて東進してきた高仙芝は封常清とともに潼関に退却し、さらに付近の数郡を降伏させる。高仙芝と封常清は、讒言を受けた上、退却の罪により玄宗の命で処刑された。代わりに安禄山と仲の悪かった哥舒翰が潼関に赴任してきた。
しかし、河北において、常山郡太守の顔杲卿と平原郡太守顔真卿が唐臣として応戦し、何千年と高邈が捕らえられ、河北の17郡がこれに応じた。また、范陽の留守を預かっていた賈循が、顔杲卿に呼応しようとしたのを知り、これを未然に殺した。そのため、潼関攻撃を止め、河北へと引き返す。
至徳元載（756年）正月、安禄山は、洛陽にて雄武皇帝として即位し、国号を燕とし、元号を「聖武」とする。安慶緒を晋王、達奚珣を侍中、張通儒を中書令、高尚と厳荘を中書侍郎に任じる。また、史思明と蔡希徳に命じて常山を攻撃し陥落させ、顔杲卿を捕らえて処刑する。そのため、河北の奪還に成功した。しかし、唐側の郭子儀と李光弼によって、史思明が敗北し、顔真卿が激しい抵抗を重ね、再び河北の情勢は危うくなる。再度、史思明が郭子儀と李光弼に敗北したことにより、河北の十数郡が唐に奪われる。南方も唐側の張巡らの活躍によって、配下の尹士奇や令狐潮の進軍を止められてしまう。苦境に立たされた安禄山は、反乱を勧めていた高尚と厳荘を呼び出して、不首尾を叱責し、田乾真がとりなす場面もあったと伝えられる。5月には、奚と契丹が留守中の范陽を攻撃するという事件もあった。
この危機を救ったのが、唐側の内部抗争であった。楊国忠の横暴が反乱を招いた原因となったと考えられ、潼関を守る哥舒翰と楊国忠が不仲となったため安思順が謀反の疑いで殺されるなどの事件が相次いでいた。そのため、同年6月、楊国忠が玄宗を説いて、哥舒翰を無理に潼関から出撃させる。陝郡を守っていた安禄山の将である崔乾祐は伏兵を構えてこれを全滅させ、哥舒翰も配下に捕らえられて降伏する。安禄山は、哥舒翰を司空に任じたが、彼の勧告に誰も応じないのを知って監禁する。

### あえない最期
このため、玄宗は長安を捨てて蜀の地へ逃亡し、途中で楊国忠は唐の兵士に殺されるが、安禄山はそれに気づかずに崔乾祐を潼関にとどめさせたと伝えられる。その後、腹心の孫孝哲・張通儒・安守忠・田乾真を長安に派遣し、関中を治めさせた。陳希烈・張均・張垍らは降伏し、王維は捕らえられ、洛陽に連行された。孫孝哲は皇族や唐の群臣の一族に対する老弱問わない虐殺を行い、安禄山の将は略奪に夢中になったため、玄宗と皇太子の李亨の追撃を行わなかった。そのため、唐側は態勢を立て直すのに成功したと伝えられる。
安禄山は、教坊や梨園にいる楽人や舞馬・犀・象を集めて、洛陽に送らせ、孫孝哲に命じて、民間のものまで全て略奪させた。そのため、関中の豪族たちが唐側について決起した。また、配下の阿史那従礼が離反し、このため、関中を抑えるのがやっとという状態になった。河北では顔真卿が抵抗を続け、南では張巡の守る雍丘を陥落できない状況が続いていた。また、安禄山も武将とも会わず、腹心の厳荘を通して話すようになっていた。
唐の皇太子であった李亨が粛宗として、霊武にて即位した。そこに、郭子儀が軍を率いて加わってきたため、長安は動揺して唐への降伏者が相次いだ。これに対し、安守忠が房琯率いる唐軍を撃破して唐軍の進撃を止める。また、郭子儀と李光弼が山西に退いている隙に、史思明が河北で勝利し、顔真卿も平原を放棄し河南に逃げる。これにより、再び、燕国に形勢が傾いてきた。
至徳2載（757年）正月、決起以来、目が悪くなっていた安禄山は、この頃に失明（糖尿病性網膜症とも言われる）し、悪性の腫物に悩まされていた。その影響から周りの人間に対し粗暴になり、皇帝を称して以来、重んじていた厳荘や宦官の李猪児を折檻するようになっていた。この時、安禄山は、太子に任じていた安慶緒を廃して、妾の段氏の生んだ三男の安慶恩に後を継がせようとしていた。これを知った厳荘が、安慶緒や李猪児と共謀し、李猪児が安禄山の腹を刺して暗殺した。箝口令がしかれ、安禄山は重病であるとされ、安慶緒が後を嗣ぎ、安禄山は太上皇とされた後、喪をなされた。安禄山が皇帝を名乗って1年、55歳であった。
その後、この乱は安慶緒によって続けられ、さらに、安慶緒を殺した史思明に引き継がれたために安史の乱と呼ばれるようになり、史思明の子の史朝義が殺される763年まで続くことになった。この後も、安禄山の旧領はその配下であった3人が節度使として任命され、「河北三鎮」として唐に反抗的な態度を続けることになる。

## 評価
安禄山の配下であり、後に唐に降伏して魏博節度使となった田承嗣は、安禄山・安慶緒・史思明・史朝義を「四聖」として祀った。また、長慶年間には幽州において史思明とともに「二聖」として祀られた。
『新唐書』では、「安禄山は、夷奴餓俘でありながら、天子から恩幸を借りて、天下を乱した。臣下でありながら、君に反した結果、子に殺されてしまった。事はよく巡るもので、天道のしかるものである」と評価され、『旧唐書』、『資治通鑑』でも、随所にその狡猾さ、残忍さ、忘恩を罵る言葉で満ちている。彼の事績をつづった『安禄山事迹』でも、彼の才知を認める表現を含みながらも、大きくは異ならない。
現代の研究家からは、古典的な評価を否定できないとしながらも、そのたくましさ、不幸な生い立ち、巧みな世渡りと機転、鮮やかな昇進ぶりなどを肯定的に評価されることも多い。反乱についても、民族闘争的な一面も指摘されている。また、商業を重視していた記録など、ソグド人や遊牧民族によくみられる文化や思想を持ち、漢民族と異なる点も注目されている。

### 日本における安禄山
安禄山は、大燕聖武皇帝（だいえんせいぶこうてい、聖武は安禄山が立てた元号）を名乗ったと日本に伝えられた。
ほぼ同時期の日本では、官職名等を唐風に変更しようとする動きがあり、天皇の称号も皇帝に変えようとする動きがあった。しかし、聖武天皇の諡を皇帝にした場合、「聖武皇帝」となり、安禄山と同じものとなる。そこで、反乱軍の総帥と同じ諡にするのは如何なものかとの声が上がり、沙汰止みになったといわれる。
また『平家物語』の序文では、秦の趙高、前漢の王莽、南朝梁の朱异とともに奸臣の代表として列挙された。
更に後世、幕末の薩摩藩の有力者だった島津久光は、西郷隆盛とは何かと不仲だった。明治維新後に西郷らが廃藩置県を推し進め、結果として久光の立場を無くすことになった。そのため久光は西郷を安禄山に喩え、不忠者と批判している。西郷もまた大柄の肥満体であった。

## 人物・逸話
- 6つの言語を話したという[1]。
- 大男であったとされる[2]。武将時代は上官の張守珪を恐れて、太らないように食事制限をしていた。節度使になって以降は肥満体となり、腹肉は膝まで垂れ下がり、体重は三百三十斤（約200kg）あったという。そのため、彼の馬は特別に力が強いものが選ばれた。玄宗に、その膨らんだ腹の中には何が入っているのかと聞かれた時に「ただ赤心（忠誠）のみが入っています。」と答え、喜ばれた。それほどの巨体を持ちながら、玄宗の前で胡旋舞を踊り、まるで疾風のようであったという。
- 張守珪の足を洗っている時、張守珪の片足の裏側にある黒子が貴相であると語られた。その時、安禄山は「自分は両足の裏に同じ黒子があるが、貴相であると知らなかった」と語ったという。
- 玄宗から特別、目をかけられていたため、節度使となってから、時刻を決めずに謁見が許された。玄宗から下問があると「臣は蛮夷の生まれであるにもかかわらず、特別の恩寵を得ています。格別の才能もありませんから、陛下のために死のうと願っています」と答えていたと伝えられる。
- ある時、皇太子李亨に注意しても拝礼を行わなかった。 その時、「太子とは何者なのか」という質問を行い、玄宗が「世継ぎである」と説明すると、「陛下を知るだけで、世継がいることを知りませんでした」と答え、仕方なさそうに拝礼を行った。これから、さらに玄宗から信任と寵愛を受けたと言われる[注釈 6]。
- 禁中では、同じ御史大夫の王鉷が宰相の李林甫に謹厳にしているのを見て、李林甫を恐れはじめたと言われる。李林甫と話すたびに、その考えているところを読みとられ、会見するたびに、大汗をかいていたと伝えられる。また、李林甫を親しげに「十郎」と呼んでいたが、范陽でもその動静を聞き、一喜一憂していたという。
- 天宝10年（751年）の入朝の際に、玄宗は安禄山のため邸宅を贅を尽くした壮麗な邸宅を作らせた。その器具は、禁中のものより上質であった。玄宗は、責任者に「胡（安禄山）の眼は大きい。私を笑かさせるなよ」といつも戒めていた。また、安禄山からの招待に、打毬（ポロ）の予定を中止し、宰相たちを赴かせた。
- 安禄山が反乱を起こした時、燕地方の老人が馬を叩いて、「大義名分無き戦は必ず失敗する」と諫めたが、安禄山は「国家の危機を憂いただけであり、私心はない」と答えたと伝えられる。
- 安禄山が河北地方を専制して、長年に渡って反乱の準備を行っている間に、配下に恩恵を施して節度使としての権限と軍を掌握し、降伏してくる胡人は大事に扱い、捕らえた胡人は許して衣料を与えていた。また、胡人を自ら現地の言葉で慰撫し、自身のために働く戦士に変えたと伝えられる。そのため、反乱軍の士気は高かった。
- 反乱後の安禄山の軍は略奪が激しかったと伝えられる。
- 陳留を陥落させた後、長男の安慶宗が処刑されたことを知り、「私に何の罪があって、我が子を殺したのだ」と慟哭し、陳留の降伏した兵士を皆殺しにした。
- 哥舒翰を捕らえた時、「お前を私をいつも軽く見ていたが、今どう思うか？」と勝ち誇り、哥舒翰を捕らえて降伏した火抜帰仁を「不忠不義である」と処刑した。
- 楊貴妃の死を聞き、何度も嘆いたと伝えられる。これにより、安禄山の反乱は楊貴妃が原因ではないか、と憶測する史料もある。
- 長安から、洛陽に連れてきた象に舞わせようとしたが、象が舞わなかったため、穴に落とし、焼き殺したと伝えられる。また、梨園の楽人たちに無理に演奏させようとして、西に向かって慟哭した雷海青を八つ裂きにした。
- 暗殺された時に、「間違いなく家賊であろう！」と叫び、腸が流れ出たと伝えられる。
- お付きの宦官の李猪児は、契丹の出身であり、10数歳の時に安禄山に仕え、聡い性質を気に入られ、安禄山自身の手により宦官にされた。安禄山は彼を信頼し、衣服を着替える時は、彼の頭にその腹を載せて（非常な肥満体であったので弛んだ腹が邪魔になり自分では帯を締めることが出来なかったため）、彼が帯を締めたと伝えられる。

## 子
1. 太子安慶宗
2. 晋王安慶緒
3. 安慶恩
4. 鄭王安慶和
5. 安慶余
6. 安慶則
7. 安慶光
8. 安慶喜
9. 安慶祐
10. 安慶長